# Ophichthus vietnamensis
Ophichthus vietnamensis — вид вугроподібних риб родини Ophichthidae. Описаний у 2019 році.

## Поширення
Вид описаний із двох зразків, що впіймані в Півзденнокитайському морі біля центрального узбережжя В'єтнаму неподалік міста Кі-Ха в провінції Хатінь.